# Macaranga cissifolia
Macaranga cissifolia är en törelväxtart som först beskrevs av Heinrich Zollinger och Heinrich Gustav Reichenbach, och fick sitt nu gällande namn av Johannes Müller Argoviensis. Macaranga cissifolia ingår i släktet Macaranga och familjen törelväxter.
Artens utbredningsområde är Sumatera. Inga underarter finns listade i Catalogue of Life.